# 喙花姜
喙花姜（学名：Rhynchanthus beesianus）为姜科喙花姜属下的一个种。